# Светозар Данчуо
Светозар Данчуо (Сјеничак, 7. фебруар 1963) југословенски и српски је новинар.

## Биографија
У Сјеничаку на Кордуну је завршио Основну школу „Сава Мркаљ”. Средњу медицинску школу завршио је у Карловцу, а магистрирао је на Факултету политичких наука у Загребу гдје је студирао и новинарство. У Вјеснику је завршио новинарску школу ЦИНК, данашња Вечерњакова новинарска академија. Новинар и фоторепортер био је у Вечерњем листу, Карловачком тједнику, Српском гласу, Експрес Политици, Франкфуртским Вестима, Одговору и Правом одговору, главни и одговорни уредник у Српском радију Петрова гора и уредник интерних комуникација у Нафтној компанији Беопетрол, потом Лукоил у Београду од 1996. до 2014. године где је обављао и функцију секретара синдикалне организације. Обављао је и послове портпарола Кошаркашког клуба Беопетрол. Био је и професор у средњим школама у Војнићу и Топуском.
Одборник у Скупштини општине Карловац био је у два мандата од 1986. до 1991. године, а члан Скупштине Свеучилишта у Загребу 1987. и 1988. године. До 1991. године живио је у Карловцу у којем су хрватске власти 1998. срушиле породичну кућу, а са Кордуна је заједно са српским народом у хрватској војној операцији „Олуја” протјеран у аугусту 1995. године и настањује се у Београду.
У Градској општини Земун 2007. године учествовао је у раду комисије која је утврђивале називе улица у насељу Бусије по знаменитим Србима из Крајине.
Од 2015. године је у Сједињеним Америчким Државама откуда за српске медије извештава о активностима српске дијаспоре. У Америци је покретач акција за прикупљање средстава за обнову српских храмова на Кордуну и Банији, а активан је у акцијама помоћи инвалидима, болеснима и сиромашним породицама, а помаже и активности српских удружења у Србији, Републици Српској, на Кордуну и Банији.
Покретач је више активности везаних за дело Саве Мркаља како би овај, како истиче, неправедно заборављени реформатор српске ћирилице и српског језика нашао своје заслужено место у српској науци и култури.
Члан је управе Удружења крајишких Срба „Прело” у Чикагу и Завичајног клуба Кордунаша у Београду, а члан је Удружења новинара Србије и Међународне федерације новинара и секретар Црквеног грађевинског одбора за обнову храма Преподобне мати Параскеве у Сјеничаку на Кордуну.

## Признања
Орден Светих новомученика горњокрловачких доделио му је владика Горњокарловачки Герасим 31. јула 2022. године за "несебичну и свесрдну помоћ у обнови храма Преподобне мати Параскеве - Свете Петке у Сјеничаку".